# ویلیام بروم
ویلیام بروم (انگلیسی: William Broom; ۲۶ فوریهٔ ۱۸۹۵ – ۵ ژانویهٔ ۱۹۷۱) بازیکن فوتبال بود.
از باشگاه‌هایی که در آن بازی کرده‌است می‌توان به باشگاه فوتبال گریمزبی تاون اشاره کرد.